# 李剛己
李剛己（1872年—1914年），直隸南宮人。清末政治人物。
李剛己就學於保定蓮池書院。光緒二十四年（1898年）考中戊戌科三甲第191名進士，同年五月，著交吏部掣签分发各省，以知县即用。歷任靈丘、繁峙、五臺、靜樂等縣知縣。辛亥革命爆發，積極響應，至大同，兼署知府。民國三年（1914年），受聘於保定高等師范國文部。不久卒。工詩文。有《李剛己遺集》五卷。《晚晴簃诗汇》收其诗作四首。